# Rapsòdies (Brahms)
Les Rapsòdies, op. 79, són dues peces per a piano compostes per Johannes Brahms el 1879 durant una estada estiuenca a Pörtschach, quan havia assolit la maduresa musical en la seva carrera. Estan dedicades a la seva amiga, la música i compositora Elisabeth von Herzogenberg. Seguint la seva recomanació, Brahms, que no estava molt d'acord, va canviar el nom d'aquestes sofisticades composicions de Klavierstücke (peces per a piano) per Rapsòdies.

## Anàlisi musical
Ambdues peces estan estructurades a manera de mini-sonata.
- Rapsòdia núm. 1: Agitato, en si menor.
- Rapsòdia núm. 2: Molto passionato, ma non troppo allegro, en sol menor.

### Rapsòdia núm. 1
És la més gran de les dues, composta amb unes seccions exteriors ràpides en forma sonata que tanquen una secció central lírica i lenta en si major que conclou en una coda final en aquesta mateixa tonalitat.
Té tres temes principals. El primer tema es produeix en les dues parts ràpides, es presenta de forma vehement i dramàtica, i després es pren de nou en forma misteriosa. El segon tema, dolç i malenconiós, precedeix el retorn amenaçador i brillant del primer tema, amb una conclusió fortíssima. La part lenta es manté en un caràcter dolç i cantat. La mà dreta reprodueix molt expressivament una veu en solitari, i una segona línia de suport amb notes llargues. L'última part ràpida és gairebé una repetició de la primera, llevat del final que retorna amb el segon tema, com un eix distant, evanescent.

### Rapsòdia núm. 2
Aquesta segona rapsòdia és més compacta, escrita en una forma sonata més "convencional".
Sona tant misteriosa com heroica, destacant una sorprenent inestabilitat tonal a la qual es van afegint diferents modulacions força refinades. Podem discernir aproximadament 5 grans parts: una introducció poderosa seguida d'una part més lenta i misteriosa. A continuació, es reprèn la introducció amb un caràcter més suau. Segueix una part extremadament tranquil·la, com una bassa d'oli, que només se sent destorbat per les petites notes de la mà esquerra. I, a continuació, arriba el gran final, sempre amb aquests petits ecos misteriosos i heroics del principi, que arriben a un final apoteòsic amb un magnífic acord perfecte, en mode menor.
| Rhapsody in B minor – Op. 79 No. 1   |
|                                      |
| Interpretació per Muriel Nguyen Xuan |
|                                      |

| Rhapsody in B minor – Op. 79 No. 1 |
|                                    |
| Interpretació per Peter Bispham    |
|                                    |